# Pétrification dans la mythologie et la fiction

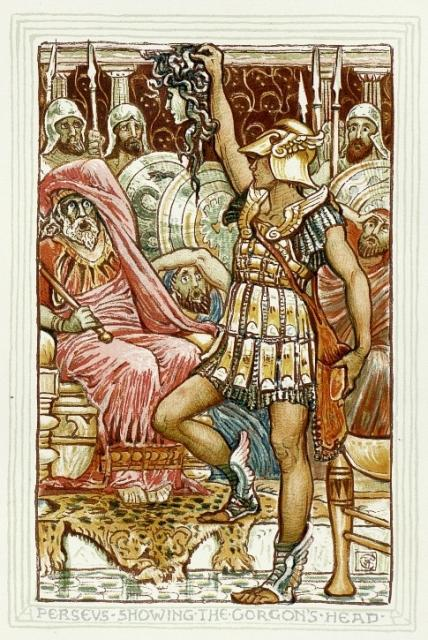
Persée changeant le roi Polydecte en pierre grâce à la tête de Méduse.

La pétrification est l'action de transformer les gens en pierre. C'est un thème récurrent dans le folklore et la mythologie, ainsi que dans certaines œuvres modernes de fiction.

## Historique
La pétrification est, entre autres, associée avec les légendes de Méduse, du basilic, du Svartáflar et du cocatrix. Dans les contes de fées, les personnages échouant dans une quête peuvent être changés en pierre avant d'être secourus par le héros, comme dans le conte norvégien Le géant qui n'avait pas de cœur, le conte espagnol L'eau de la vie, le conte sicilien L'eau dansante, la pomme chantante et l'oiseau qui parle, mais aussi dans de nombreux contes de trolls nordiques.
Dans le folklore de Cornouailles, les histoires de pétrification sont utilisées pour d'expliquer l'origine des mégalithes préhistoriques, comme les cercles de pierre ou les monolithes, tels que les Hurlers.
Le Géant de Cardiff, un homme soi-disant pétrifié, est l'un des canulars les plus populaires de l'histoire des États-Unis.

### Mythologie grecque
- Méduse était un monstre, originellement avec un visage de sanglier, des yeux exorbités, des crocs, la langue pendante et des serpents dans la chevelure ou à la taille, dont les yeux avaient le pouvoir de pétrifier tout mortel qui croisait son regard.
- Dans l'Odyssée d'Homère, il est raconté que le dieu Poséidon aurait changé un vaisseau de Phéaciens en pierre pour les punir d'avoir aidé  Ulysse dans son retour à Ithaque : « Poséidon s'approche du navire, le frappe de sa main et le change en rocher ; puis il l'attache à la terre par de profondes racines et s'éloigne[1]. » Il est quasiment unanimement déclaré que le navire pétrifié est inspiré de l'île de Pontikonísi, près de l'île de Corfou, ultime étape d'Ulysse avant son retour.
- Selon certains auteurs, Héraclès fut aidé par un serpent né de la Terre pour vaincre le Lion de Némée, qui le suivit ensuite à Thèbes avant de s'installer à Aulis. Il fut plus tard identifié comme le serpent qui dévora un moineau et ses dix oisillons avant de se changer en pierre, ce qui annonça à Calchas la prophétie selon laquelle la Guerre de Troie durerait dix ans.
- Iodamie, fille d'Itonos et petite-fille d'Amphictyon, était prêtresse dans le temple d'Athéna construit par son père pour la protéger de la colère de Héra, car elle fut courtisée par Zeus. Une nuit, Athéna apparut à Iodamie ; cependant, à la vue du gorgonéion de la déesse, elle fut changée en pierre. Depuis, une prêtresse allume un feu sur l'autel chaque jour, en répétant trois fois : « Iodamie vit et demande du feu[2]. »
- Léthéa est un personnage mythologique brièvement mentionnée dans les Métamorphoses d'Ovide[3], qui aurait été changée en pierre par les dieux sur le mont Ida pour la punir de sa vanité. Olenos, son amant, voulut partager sa faute et fut ainsi également pétrifié.
- Battos était un personnage de la mythologie qui, témoin du vol par Hermès, alors tout juste né, du troupeau de bœufs appartenant à Apollon, promit au jeune dieu de ne révéler ce larcin à personne en échange d'une génisse. Mais Hermès, tout juste parti, revint le tester en prenant une apparence autre et en lui promettant un taureau s'il lui indique ce qu'il sait. Battos trahit sa promesse et fut changé en pierre par le dieu.

### Europe médiévale
- Dans la hagiographie catholique de sainte Barbe, il est raconté que cette dernière est traînée par Dioscore, son père, devant le gouverneur romain de la province, qui la condamne au supplice. Comme la jeune fille refuse d’abjurer sa foi, le gouverneur ordonne au père de trancher lui-même la tête de sa fille. Elle est d'abord torturée : on lui brûle certaines parties du corps et on lui arrache les seins. Mais elle refuse toujours d'abjurer sa foi. Dioscore la décapite mais est aussitôt châtié par le Ciel : il meurt frappé par la foudre. Quant au berger qui l'a dénoncée, il est changé en pierre et ses moutons en sauterelles. La scène de la pétrification du berger est notamment représentée dans le Retable de sainte Barbe peint par Gonçal Peris Sarrià, peintre catalan, conservé au Musée national d'art de Catalogne.
- Dans le village de Klobuky se trouve le plus grand menhir préhistorique de République tchèque d'une hauteur de 3.3 mètres. Ce monolithe est nommé Zkamenělý pastýř, qui signifie « Berger changé en pierre », ou Kamenný muž, « Homme de pierre »[4]. À Družec, un autre village tchèque, se trouve une colonne de grès de la taille d'un homme surnommée Zkamenělec (« Homme changé en pierre »), qui serait un parjure ou un blasphémateur puni[5].
- Dans le village de Nowa Slupia, en Pologne, se trouve le Kamienny pielgrzym (« Pèlerin de pierre »), une statue de pierre représentant un homme agenouillé, positionné près de l'entrée principale du parc national de la ville. Selon la légende, cette statue était un chevalier vaniteux parti en pèlerinage. En entendant le son des cloches de l'abbaye, il déclara qu'elles sonnaient en son honneur, ce pour quoi il fut puni et changé en pierre. La statue se déplace vers le sommet d'une montagne au rythme d'un grain de sable par an et la fin du monde sonnera lorsqu'il en atteindra le sommet.
- Le Lincoln Imp (« Diablotin de Lincoln ») est une chimère située sur un mur dans la Cathédrale de Lincoln, en Angleterre, devenue le symbole de la ville de Lincoln[6],[7]. La légende dit que c'était une créature envoyée à la cathédrale par Satan, qui fut changé en pierre par un ange.
- La sainte chrétienne Hilda de Whitby est connue pour avoir miraculeusement changé des serpents en pierre. Les fossiles d'ammonite, que l'on peut trouver en grand nombre au Sandsend Ness, étaient considérés comme tels. Par ailleurs, l'héraldique de la ville de Whitby est orné de trois de ces serpents de pierre.
- The Merry Maidens (« Les Joyeuses Demoiselles »), aussi appelé Dawn's Men (une déformation du cornique Dans Maen, qui signifie « Danse de pierre »), est un cercle de pierres datant du néolithique situé à 3 kilomètres au sud du village de St Buryan, dans le comté de Cornouailles, au Royaume-Uni, qui, selon les mythes locaux, serait dix-neuf demoiselles changées en pierre comme punition pour avoir dansé un dimanche. The Pipers (« Les Cornemuseurs »), deux mégalithes situés au nord-est du cercle, sont supposément les musiciens qui auraient joué pour les danseuses ce jour-là. Une légende plus détaillée explique pourquoi les Pipers sont si loin des Merry Maidens : les deux cornemuseurs auraient entendu les cloches de l'église de St Buryan sonner à minuit, et réalisèrent qu'ils avaient brisé le sabbat, et commencèrent à dévaler la colline alors que les demoiselles continuèrent à danser sans accompagnement. De nombreux sites de mégalithes de la région sont également souvent associés avec des histoires de pétrification.
- Une légende islandaise à propos de l'île de Drangey dit que deux géants nocturnes, un homme et une femme, traversaient le fjord de Skagafjörður avec leur vache lorsqu'ils furent frappés par les rayons de l'aurore qui les changèrent en pierre. Drangey représente la vache et Kerling (supposément la géante, dont le nom signifie « vieille sorcière ») se trouve au sud de l'île. Karl, le géant, était au nord, mais a disparu il y a fort longtemps.
- En Islande, la vallée de Hítardalur tient supposément son nom de l'ogre Hít qui, selon la légende, voyageaient avec un ogre mi-humain, Bárður Snæfellsás. Les deux ogres retournaient dans leur antre dans les montagnes et n'y parvinrent pas avant le lever du jour, et ils se changèrent en pierre. Deux formations de roches originales peuvent encore être trouvées près des fermes de la vallée.
- La montagne d'Ontria, qui surplombe le village de Tsotyli, en Grèce, est connue pour ses forêts, ses sources et ses anciennes légendes sur de jeunes filles changées en pierre.
- Une légende locale du Shropshire, en Angleterre, sur Mitchell's Fold, un cercle de pierres datant de l'âge du bronze, dit qu'un géant avait une vache merveilleuse qui donnait des quantités illimitées de lait jusqu'à ce qu'une sorcière malveillante ne la traie jusqu'à plus possible ; ceci enragea la vache qui s'enfuit dans le Warwickshire où elle fut renommée la Dun cow (« Vache sombre »). Comme punition, la sorcière fut changée en pierre et fut entourée d'autres rochers pour l'empêcher de s'enfuir. On ne sait pas ce qui arriva au géant.
- Une légende de Carnac, dans le Morbihan, dit que les alignements de Carnac étaient autrefois des soldats païens changés en pierre par le pape Corneille, qu'ils fuyaient[8],[9].

### Asie
- Les Sœurs Trung sont des héroïnes nationales vietnamiennes qui menèrent une rébellion contre les attaques chinoises au Viêt Nam. Selon une anecdote qui relève plus de la légende, quand elles furent finalement vaincues par l'armée de la dynastie Han, elles se jetèrent dans le fleuve Hat pour ne pas se faire capturer et furent changées en statues, qui furent ensuite lavées et placées dans le temple Hai Bà Trung, à Hanoï[10].
- Ōtomo no Satehiko est un général japonais qui emmena à deux reprises des forces armées contre le royaume coréen de Goguryeo, d'abord en 537 (certaines sources avancent 536) et plus tard en 562. Une légende relative à sa première campagne rapporte comment son épouse, Matsura Sayohime, est montée sur les collines au-dessus de Hizen où elle a prié avec une telle intensité pour son retour qu'elle a été transformée en pierre.
- Singhasan Battisi (qui signifie littéralement « trente-deux contes du trône ») est une collection de contes folkloriques indiens. Dans le récit-cadre, le roi Bhoja découvre le trône du roi légendaire Vikramâditya, également connu sous le nom de Bikramjit. Le trône est composé de 32 statues, qui sont en réalité des apsaras changées en pierre à la suite d'un sortilège. Chacune des apsaras raconte à Bhoja une histoire de la vie de Vikramâditya, afin de le convaincre qu'il ne mérite pas le trône de Vikramâditya.
- La légende reliée à la chapelle de Ermita de San Nicolas de Tolentino, aux Philippines, raconte que le Pasig était habité de féroces caïmans, des crocodiles qui traversaient la Laguna de Bay. Un marchand chinois qui refusait de se convertir au christianisme en passant devant le monastère de Guadalupe fut surpris par le diable, déguisé en caïman, qui voulut le dévorer et l'emmener en Enfer. Malgré son paganisme, il appela saint Nicolas, et le reptile se changea en pierre, permettant au marchand de continuer son chemin. Avec ce miracle, le marchand chinois se convertit au christianisme et érigea un ermita près du caïman pétrifié.

### Amériques
- Hunzahúa était le premier zaque, dirigeant des Muiscas, qui vivaient au nord de l'actuelle Colombie. On raconte qu'il tomba si amoureux de sa sœur Noncetá qu'il en fit sa femme. Sa mère, Faravita, refusa l'alliance de ses deux enfants et attaqua le couple avec un bol de chicha. Quand Hunzahúa vit ce que sa mère avait fait, et que le peuple protestait contre cet inceste, il bannit le village de Hunza et les vallées qui l'entourent. Noncetá donna naissance à un enfant, qui se changea en pierre. Le couple meurtri voyagea jusqu'au Salto del Tequendama, où ils se changèrent en rochers, de chaque côté de la cascade[11].
- Le Yunwitsule-nunyi (« là où l'homme se tint » en Cherokee) est une montagne en Caroline du Nord où, selon la mythologie Cherokee, là où se trouveraient les restes d'un guerrier Cherokee, qui avait été envoyé au sommet de la montagne pour surveiller un monstre ailé, qui avait élu résidence sur la montagne et qui en descendait régulièrement pour voler des enfants. En découvrant la position de l'antre du monstre, le Cherokee pria le Grand Esprit afin qu'il aide, ce qu'il dit en détruisant le monstre et son antre avec la foudre. Cependant, le guerrier prit peur et essaya d'abandonner son poste, mais avant qu'il n'y parvienne, il fut changé en pierre comme punition pour sa lâcheté[12].
- En Colombie-Britannique, le Fort Victoria fut érigé en 1843 sur un site originellement nommé Camosun, une variation du mot Lekwungen Camossung, le nom d'une fille changée en pierre par un être spirituel envoyé pour surveiller les ressources d'une gorge proche du site[13].
- Une légende sur l'origine du nom de Cap-Chat, au Québec, dit qu'un chat se promenait sur la grève, tuait et dévorait de nombreux animaux. La fée-chat, passant par là, l'accuse d'avoir dévoré sa progéniture et le transforme en rocher pour l'éternité.
- La larme d'Apache tient son nom d'une légende Apache : dans les années 1870, soizante-quinze Apaches se battirent contre la cavalerie des États-Unis sur une montagne surmontant ce qui est maintenant la ville de Superior, dans l'Arizona. Voyant leur défaite arriver, les guerriers Apaches préférèrent se jeter de la montagne sur leurs chevaux plutôt que d'être tués. En entendant cette tragédie, les familles des guerriers pleurèrent des larmes qui se changèrent en pierres en touchant le sol[14],[15].

### Océanie
- Dans la mythologie maori, Āraiteuru est la pirogue qui auraient amené les ancêtres du peuple Ngāi Tahu sur l'île du Sud, en Nouvelle-Zélande. Le filet de pêche et la gourde de Āraiteuru furent changés en pierre près du fleuve Moeraki, où ils peuvent encore être aperçus sous la forme des Moreaki Boulders[16].

## Dans la fiction moderne
La pétrification est un élément-clé de la biologie de plusieurs personnages principaux de la série animée Gargoyles, les anges de la nuit ; les gargouilles de la série sont des guerriers démoniaques nocturnes qui se changent en pierre quand le soleil se lève, leur but principal dans la vie étant de trouver un endroit pour « dormir » pendant la journée loin des ennemis.
La pétrification magique est une arme principale utilisée par les antagonistes des romans Le Lion, la Sorcière blanche et l'Armoire magique, Harry Potter et la Chambre des secrets et The Patchwork Girl of Oz, suite du Magicien d'Oz. Les sorcières de la série télévisée Vampire Diaries ainsi que de la série dérivée The Originals peuvent utiliser une magie nommée dessiccation pour plonger les vampires dans un état de pétrification. Les utilisations folkloriques de la pétrification furent d'abord introduites dans la première édition du jeu de rôle Donjons et Dragons avant d'être également utilisée dans de nombreux jeux vidéo comme King's Quest : Masque d'éternité, The Legend of Zelda: The Minish Cap ou The Legend of Zelda: Phantom Hourglass.
On retrouve également la pétrification entre autres dans la série de livres Percy Jackson ; dans le film Willow ; dans les mangas et les animes Naruto, Negima ! Le Maître Magicien, Witchcraft Works et My-otome ; dans les séries télévisées Seijū Sentai Gingaman, Les Maîtres de l'univers, My Little Pony : Les amies, c'est magique, Princesse Starla et les Joyaux magiques et Vendredi 13 ; dans les jeux vidéo Elite Beat Agents, Drakan : Les Chevaliers du feu, Pokémon et The Longest Journey.
J. R. R. Tolkien s'inspire des légendes scandinaves pour créer les trolls de la Terre du Milieu, qui se changent en pierre quand confrontés aux rayons du soleil. Cette faiblesse est également montrée dans le documentaire parodique norvégien The Troll Hunter, qui démontre une explication « scientifique » à ceci.
En 2010, l'artiste Mark Sheeky donna son tableau de 2008 « Two Roman Legionaries Discovering The God-King Albion Turned Into Stone » à la collection du musée Grosvenor.
Dans le shōnen manga japonais Dr.STONE, l'évènement déclencheur de l'histoire est la pétrification de l'espèce humaine sur toute la surface de la terre.